# Lee McRae
Lee McRae (ur. 23 stycznia 1966 w Pembroke, w stanie Karolina Północna) – amerykański lekkoatleta specjalizujący się w biegach sprinterskich, halowy mistrz świata w biegu na 60 metrów z Indianapolis (1987).

## Sukcesy sportowe
- dwukrotny halowy mistrz Stanów Zjednoczonych w biegu na 60 yardów – 1986, 1987[1]

| Rok  | Miasto       | Zawody                    | Konkurencja                      | Wynik       |
| ---- | ------------ | ------------------------- | -------------------------------- | ----------- |
| 1987 | Indianapolis | halowe mistrzostwa świata | bieg na 60 m                     | złoty medal |
| 1987 | Rzym         | mistrzostwa świata        | sztafeta 4 × 100 m               | złoty medal |
| 1987 | Indianapolis | igrzyska panamerykańskie  | bieg na 100 m sztafeta 4 × 100 m | złoty medal |
| 1987 | Zagrzeb      | uniwersjada               | bieg na 100 m sztafeta 4 × 100 m | złoty medal |

## Rekordy życiowe
- bieg na 100 m – 10,07 – Zagrzeb 14/07/1987 (rekord uniwersjady)
- bieg na 200 m – 20,50 – Baton Rouge 03/06/1987
- bieg na 50 m (hala) – 5,68 – Hamilton 13/01/1989
- bieg na 60 m (hala) – 6,50 – Indianapolis 07/03/1987